# Rolinha-vaqueira
A rolinha-vaqueira (Uropelia campestris) é uma espécie de ave da família Columbidae. É a única espécie do género Uropelia.
Pode ser encontrada nos seguintes países: Bolívia e Brasil.
Os seus habitats naturais são: savanas áridas e campos de gramíneas de baixa altitude subtropicais ou tropicais sazonalmente húmidos ou inundados.